# Von Ammondt
von Ammondt är en finländsk adelsätt med ursprung från Stralsund i Pommern. Släkten kom via Sverige till Finland. Stamfader var överste Otto Wilhelm Ammondt vilken adlades 1837. Ätten utslocknade på svärdssidan med hans son 1887, och helt och hållet 1957.

## Kända medlemmar
- Edvard Reinhold von Ammondt (död 1887), generalmajoren, landshövding och guvernör i Tavastehus län.